# Plaza Lavalle
Pour les articles homonymes, voir Lavalle.

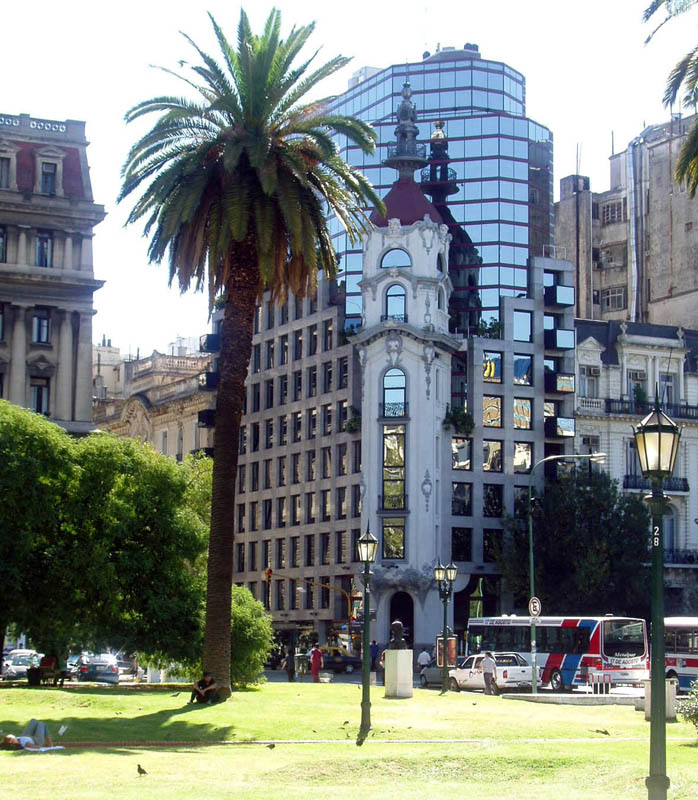
La Calle Tucumán traversant la Plaza Lavalle en direction de l'ouest - c'est là que se situe la station Tribunales de la ligne D

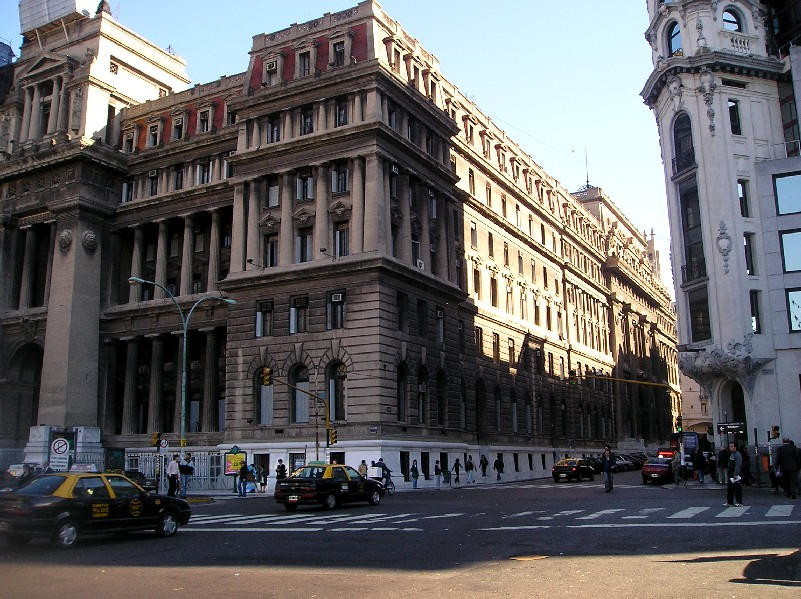
Cour suprême - Tribunales. Bâtiment édifié à l’ancien parc d’artillerie.

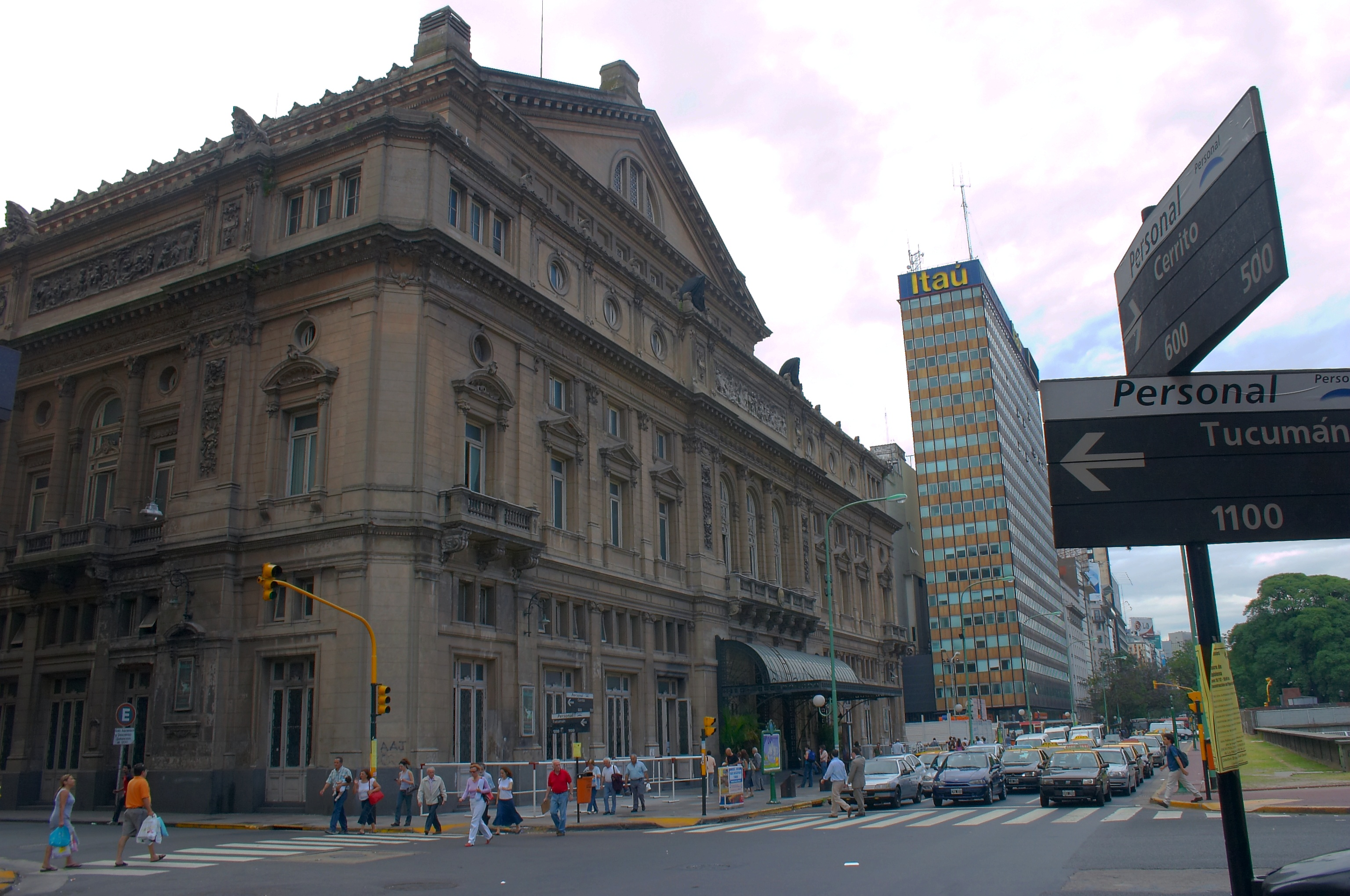
Teatro Colón - cliquez pour obtenir une version haute résolution

La Plaza Lavalle ou Place Lavalle est une des places principales de la ville de Buenos Aires, capitale de l'Argentine. 

## Situation
Elle se trouve dans le quartier de San Nicolás (Buenos Aires), excepté son bord nord, qui fait partie du quartier de Retiro. Elle a la forme d'un rectangle allongé, dont l'axe est orienté sud-nord. Elle est entourée par les artères Calle Lavalle (au sud), Avenida Córdoba (au nord), Calle Talcahuano (à l'ouest) et Calle Libertad (à l'est). La place est constituée de 3 pâtés de maisons, ou manzanas (îlots) de plus d'un hectare. Sa superficie, de façade à façade dépasse les 40 000 mètres carrés (4 hectares). Dans les environs de la place se trouvent plusieurs sites historiques, administratifs ou culturels de la ville. 
La Plaza Lavalle est traversée d'est en ouest par deux rues importantes ; la Calle Viamonte au nord et la Calle Tucumán au sud.

## Histoire
Jadis, au XVIIIe siècle la place était un terrain en friche où il existait une lagune. Un des ruisseaux de la ville y passait, l'arroyo Tercero del Medio. Son lit suivait la Calle Libertad, et tournait vers l'est à la calle Viamonte. On y avait construit un pont pour le traverser. Après l'indépendance en 1822, on y installa un parc d'artillerie, avec fabrique d'armes et depôt de poudre. Ce parc fut le théâtre principal de la révolution du Parc, en juillet 1890, où les opposants à la gestion du président Miguel Juárez Celman s'affrontèrent.

## Description
Il y a sur la place plusieurs statues et monuments ainsi que des arbres centenaires. Parmi les monuments, il y en a un en l'honneur de Juan Lavalle, et d'autres encore, dont l'un fut édifié à la mémoire des victimes de l'accident d'aviation de 1971 qui coûta la vie à plusieurs ballerines du Teatro Colón. Parmi les arbres centenaires, on trouve des agathis australianus de plus de 120 ans et un Ceibo de Jujuy planté en 1878 par l'intendant de la ville Torcuato de Alvear.
Sur le domaine de l'ancien parc d'artillerie, face à la Plaza Lavalle (au sud-ouest), se trouve le Palais de Justice (Palacio de Justicia de la Nación). Ce grand bâtiment qui recouvre la totalité d'un îlot (un hectare) est le siège du pouvoir judiciaire d'Argentine ainsi que de la Cour Suprême de Justice. C'était un projet de l'architecte Norbert Maillart, qui dessina aussi les plans du Colegio Nacional de Buenos Aires. L'édifice fut inauguré en 1942. 
Face à la place, mais du côté opposé (à l'est), se trouve l'entrée principale du Teatro Colón, une des scènes lyriques les plus importantes du monde. Sa construction commença en 1889, sur base d'un projet de Victor Meano. Il fut inauguré le 25 mai 1908. La salle principale a une capacité de 2 478 spectateurs, et compte sept étages. L'édifice occupe pas moins de 6 000 m².

## Métro
La station "Tribunales" de la ligne  est située au carrefour de la Calle Tucumán et de la Calle Talcahuano, à deux pas de la Cour Suprême.